# Todd Matshikiza
Todd Tozama Matshikiza, född 1921 i Queenstown, Sydafrika, död den 4 mars 1968 i Lusaka, Zambia, var en sydafrikansk jazzpianist, kompositör, journalist och författare.
Han kom från en musikalisk familj och började 1952 arbeta på den svarta tidskriften Drum som musikkritiker och journalist. Han skrev även noveller.
År 1958 skrev Matshikiza musiken och delar av texten till jazzoperan King Kong, en musikal med enbart svarta skådespelare som spelades över hela landet, hjälpte till att få i gång Miriam Makebas karriär, och även blev framgångsrik i utlandet. I samarbete med Alan Paton skrev han 1959 musikalen Mkhumbane.
Han flyttade 1960 till London med sin familj, men trots att King Kong gick bra på Londons West End fick han inget större genombrott där. Han återupptog då sin journalistiska karriär, och skrev bland annat serien "Todd in London" för Drum-läsarna i hemlandet.
1961 gav han ut självbiografin Chocolates for My Wife. Familjen hade svårt att acklimatisera sig till London, och flyttade 1964 till Zambia, där Matshikiza fick arbete på radio. 1967 blev han musikarkivarie, och samlade in traditionell zambisk musik.
Matshikiza var far till John Matshikiza, författare och aktivist.